# Crematogaster emeryana
Crematogaster emeryana är en myrart som beskrevs av William Steel Creighton 1950. Crematogaster emeryana ingår i släktet Crematogaster och familjen myror. Inga underarter finns listade i Catalogue of Life.

## Bildgalleri

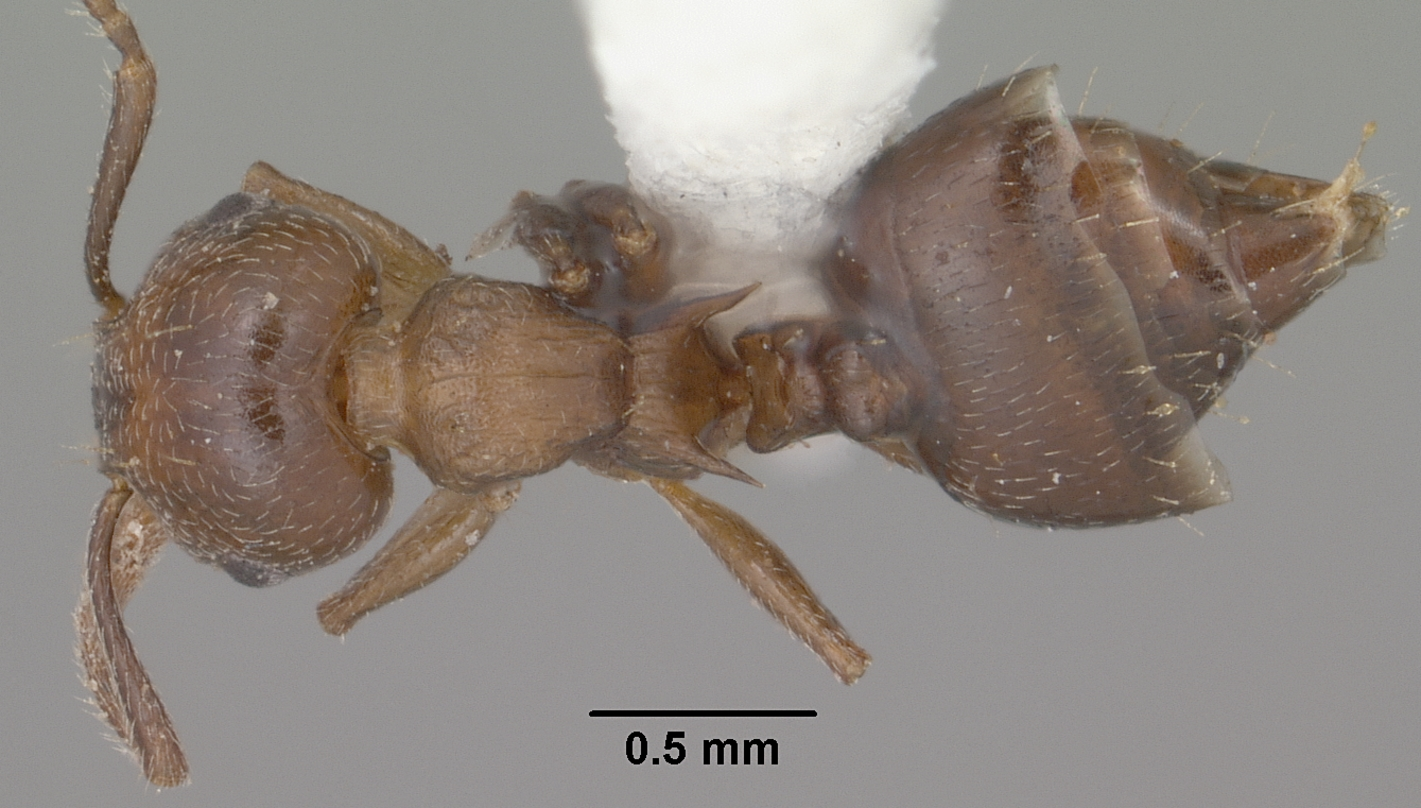
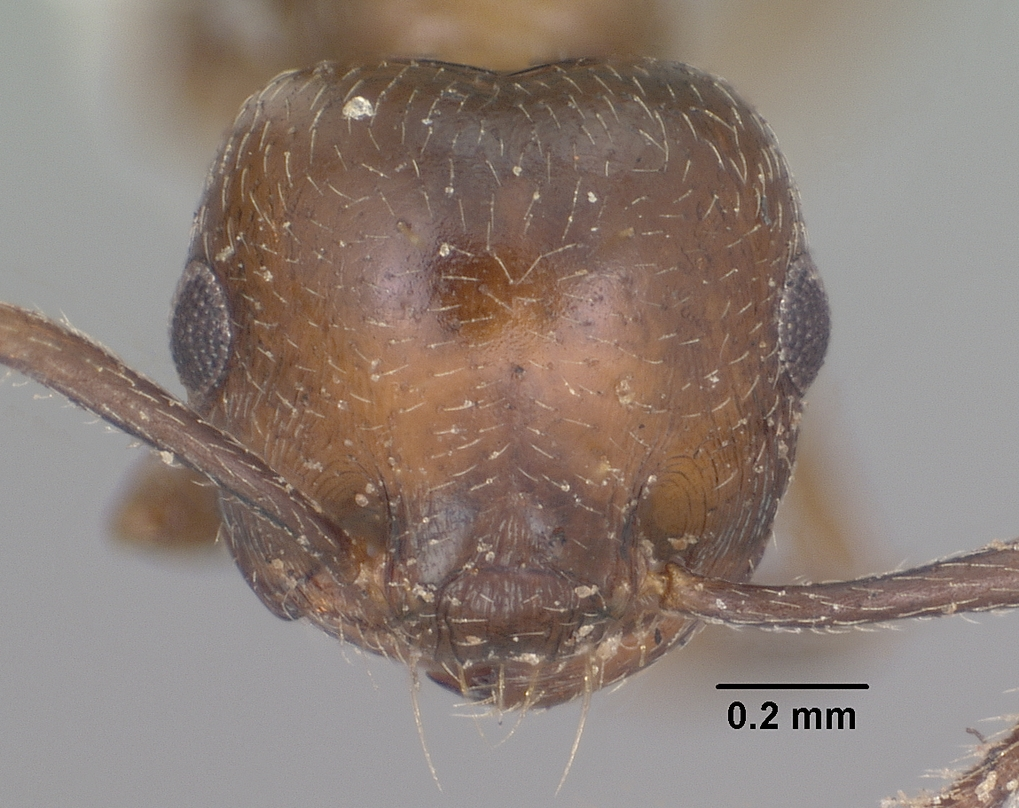
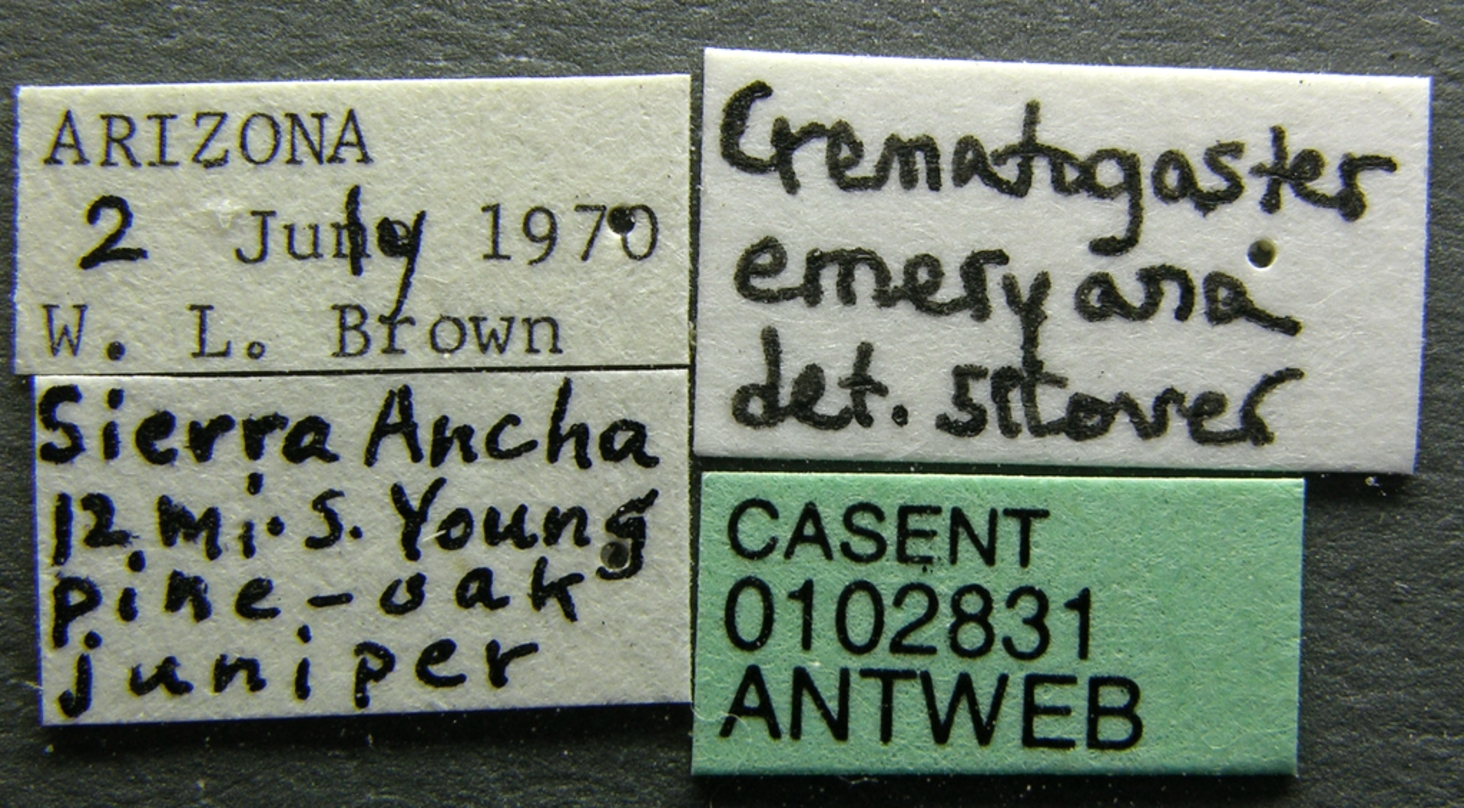
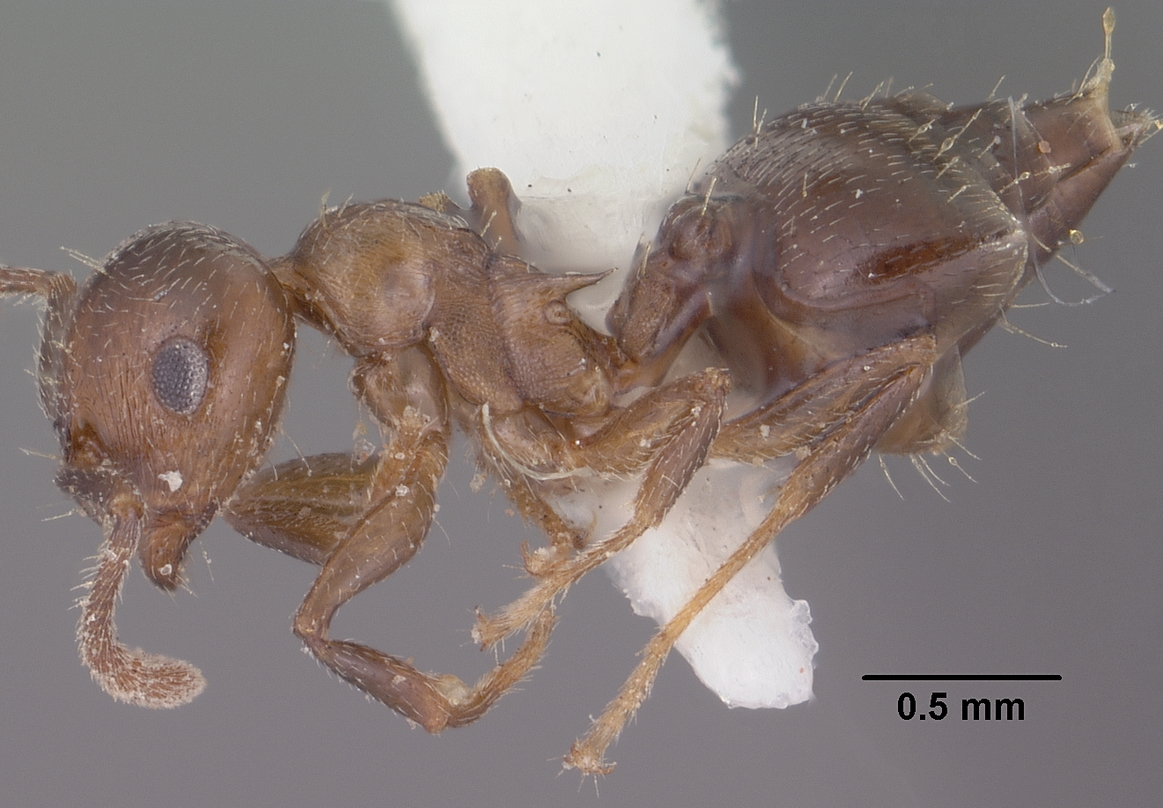